# VLC
O VLC media player (geralmente conhecido como apenas VLC) é um software reprodutor de mídia portátil gratuito e de código aberto, multiplataforma, e servidor de mídia de streaming desenvolvido pelo projeto VideoLAN. 
O VLC está disponível para sistemas operacionais de desktop e plataformas móveis, como Android, iOS, iPadOS, Tizen, Windows 10 Mobile e Windows Phone, nas suas respectivas lojas de aplicativos. 
O VLC suporta muitos métodos de compactação de áudio, vídeo e formatos de arquivo, incluindo DVD-Video, CD de vídeo e protocolos de streaming. É capaz também de transmitir mídia por redes de computadores e transcodificar arquivos multimídia. 
A distribuição padrão do VLC inclui muitas bibliotecas de decodificação e codificação gratuitas, evitando a necessidade de encontrar/calibrar plugins proprietários. A biblioteca libavcodec do projeto FFmpeg fornece muitos codecs do VLC, mas o player principalmente usa seus próprios muxers e desmuxers. Ele também possui suas próprias implementações de protocolo. Também ganhou distinção como o primeiro player a oferecer suporte à reprodução de DVDs criptografados no Linux e macOS usando a biblioteca de descriptografia libdvdcss, mas essa biblioteca é legalmente controversa e não está incluída em muitos repositórios de software de distribuições Linux como um resultado.

## História
O software VideoLan surgiu como um projeto acadêmico em 1996. O VLC costumava ser o "VideoLAN Client" quando o VLC era um cliente do projeto VideoLAN. Mas como o VLC não é mais apenas um cliente, esse inicialismo não se aplica mais. Pretendia-se consistir em um cliente e servidor para transmitir vídeos de antenas parabólicas através de uma rede do campus. Originalmente desenvolvido por estudantes da École Centrale Paris, agora é desenvolvido por colaboradores em todo o mundo e é coordenado pela VideoLAN, uma organização sem fins lucrativos. Reescrito do zero em 1998, foi lançado sob a Licença Pública Geral GNU em 1º de fevereiro de 2001, com autorização do diretor daÉcole Centrale Paris. A funcionalidade do programa do servidor, VideoLan Server (VLS), foi principalmente incluída no VLC e foi descontinuada. O nome do projeto foi alterado para VLC media player (reprodutor de mídia) porque não há mais uma infraestrutura de cliente/servidor. O ícone do cone usado no VLC é uma referência aos cones de tráfego coletados pela Networking Students 'Association da École Centrale. O design do ícone do cone foi alterado de um ícone de baixa resolução desenhado à mão para uma versão renderizada em CGI de alta resolução em 2006, ilustrada por Richard Øiestad. Em 2007, o projeto VLC decidiu, por motivos de compatibilidade de licença, não atualizar para a GPLv3 lançada recentemente. 
Após 13 anos de desenvolvimento, a versão 1.0.0 do VLC media player foi lançada em 7 de julho de 2009. Os trabalhos começaram no VLC para Android em 2010 e estão disponíveis para dispositivos Android na loja Google Play desde 2011. Em setembro de 2010, uma empresa chamada "Applidium" desenvolveu uma porta VLC para iOS sob GPLv2 com o endosso do projeto VLC, aceito pela Apple para sua App Store. Em janeiro de 2011, após a reclamação do desenvolvedor de VLC Rémi Denis-Courmont à Apple sobre o conflito de licenciamento entre a GPLv2 do VLC e as políticas da App Store, o VLC foi retirado da Apple App Store pela Apple. Posteriormente, em outubro de 2011, os autores do VLC começaram a relicenciar as peças de motor do VLC do GPLv2 para o LGPLv 2 para obter uma melhor compatibilidade de licença, por exemplo, com a Apple App Store. Em julho de 2013, o aplicativo VLC pode ser reenviado para a App Store do iOS sob a Licença Pública Mozilla. A versão 2.0.0 do VLC media player foi lançada em 18 de fevereiro de 2012. A versão para a Windows Store foi lançada em 13 de março de 2014. O suporte para Windows RT, Windows Phone e Xbox One foram adicionados mais tarde. A partir de 2016, o VLC é o terceiro na contagem geral de downloads do sourceforge.net, e houve mais de 3 bilhões de downloads.
A versão 3.0 estava em desenvolvimento para Windows, Linux e macOS desde junho de 2016 e lançada em fevereiro de 2018. Ela contém muitos recursos novos, incluindo suporte a saída do Chromecast (exceto legendas ), decodificação acelerada por hardware, 4K e Reprodução de 8K, reprodução de 10 bits e HDR, vídeo em 360° e áudio 3D, passagem de áudio para codecs de áudio HD, suporte ao menu Java Blu-ray e navegação na unidade de rede local.
Em dezembro de 2017, o Parlamento Europeu aprovou um orçamento que financia um programa de recompensas para aqueles que encontrarem falhas no VLC, a fim de melhorar a infraestrutura de TI da UE.

## Recursos
Como o VLC é um reprodutor de midia baseado em pacotes, ele reproduz quase todo o conteúdo de vídeo. Ele pode reproduzir alguns, mesmo se estiverem danificados, incompletos ou inacabados, como arquivos que ainda estão sendo baixados por meio de uma rede ponto a ponto (P2P). Ele também reproduz arquivos m2t MPEG transport streams (.TS) enquanto eles ainda estão sendo digitalizados a partir de uma câmera HDV através de um cabo FireWire, tornando possível monitorar o vídeo enquanto ele está sendo reproduzido. O player também pode usar o libcdio para acessar arquivos .iso, para que os usuários possam reproduzir arquivos em uma imagem de disco, mesmo que o sistema operacional do usuário não possa trabalhar diretamente com imagens .iso.
O VLC suporta todos os formatos de áudio e vídeo suportados pelo libavcodec e libavformat. Isso significa que o VLC pode reproduzir vídeo H.264 ou MPEG-4 Parte 2, bem como suportar formatos de arquivo FLV ou MXF "prontos para uso" usando as bibliotecas do FFmpeg. Como alternativa, o VLC possui módulos para codecs que não são baseados nas bibliotecas do FFmpeg. O VLC é um dos reprodutores de DVD de software livre que ignora a codificação da região de DVD nas unidades de firmware RPC-1, tornando-o um reprodutor sem região. No entanto, ele não faz o mesmo no RPC-2unidades de firmware, como nesses casos a codificação da região é aplicada pela própria unidade, no entanto, ela ainda pode forçar a criptografia CSS a reproduzir um DVD de região estrangeira em uma unidade RPC-2. O VLC reprodutor de midia possui alguns filtros que podem distorcer, girar, dividir, desentrelaçar e espelhar vídeos, além de criar paredes de exibição ou adicionar uma sobreposição de logotipo. Também pode produzir vídeo como arte ASCII.
O VLC reprodutor de midia pode reproduzir gravações de alta definição de fitas D-VHS duplicadas em um computador usando o CapDVHS.exe. Isso oferece outra maneira de arquivar todas as fitas D-VHS com a etiqueta de cópia DRM livremente. Usando uma conexão FireWire de decodificadores a computadores, o VLC pode transmitir conteúdo ao vivo e não criptografado para um monitor ou HDTV. O VLC media player pode exibir o vídeo reproduzido como papel de parede da área de trabalho, como o Windows DreamScene, usando o DirectX, disponível apenas nos sistemas operacionais Windows. O VLC media player pode gravar a área de trabalho e salvar o fluxo como um arquivo, permitindo ao usuário criar screencasts. No Microsoft Windows, o VLC também oferece suporte à estrutura DMO (Direct Media Object), portanto, pode usar algumas DLLs de terceiros (biblioteca de vínculo dinâmico). Na maioria das plataformas, o VLC pode sintonizar e visualizar os canais DVB-C, DVB-T e DVB-S. No macOS, é necessário o plug-in EyeTV separado; no Windows, são necessários os drivers BDA da placa.
O VLC pode ser instalado ou executado diretamente a partir de uma unidade flash USB ou outra unidade externa. O VLC pode ser estendido através de scripts; ele usa a linguagem de script Lua. VLC pode reproduzir vídeos no formato AVCHD, um formato altamente compactado usado em câmeras de vídeo HD recentes. O VLC pode gerar vários exibições de visualização de música. O programa é capaz de converter arquivos de mídia em vários formatos suportados.

## Uso do VLC com outros programas

### Aplicações que usam libVLC
O VLC pode lidar com alguns arquivos incompletos e, em alguns casos, pode ser usado para visualizar arquivos que estão sendo baixados. Vários programas fazem uso disso, incluindo eMule e KCeasy. O aplicativo que reproduz TV pela internet de código aberto Miro também usa o código VLC. HandBrake, um codificador de vídeo de código aberto, usado para carregar libdvdcss do VLC Media Player. Easy Subtitles Synchronizer, um programa de edição de legendas freeware para Windows, usa o VLC para visualizar o vídeo com as legendas editadas.
O OBS Studio também utiliza o código VLC, pois utiliza a lista de reprodução do VLC reprodutor de mídia para transmissão, reprodução e gravação dentro do programa. A lista de reprodução está disponível na aba Fontes, sob o nome de "Fonte de vídeo do VLC"

## Compatibilidade do sistema operacional
O VLC Reprodutor de mídia é multiplataforma, com versões para Windows, Android, Chrome OS, BeOS, Windows Phone, iOS, iPadOS, macOS, tvOS, OS / 2, Linux e Sílaba.  
No entanto, a compatibilidade entre versões do VLC reprodutor do mídia e versões diferentes de sistemas operacionais não é mantida por mais de duas gerações. Compilações de 64 bits estão disponíveis para Windows de 64 bits. 

### Suporte para Windows 8 e 10
A versão do VLC para Windows 8 e Windows 10 é apoiada por uma campanha de financiamento corporativo no Kickstarter para adicionar suporte a uma nova GUI baseada na linguagem de design Metro da Microsoft, que será executada no Windows Runtime. Todos os recursos existentes, incluindo filtros de vídeo, suporte a legendas e um equalizador, estão presentes no Windows 8. Uma versão beta do VLC para Windows 8 foi lançada na Microsoft Store em 13 de março de 2014. Um aplicativo universal foi criado para Windows 8, 8.1, 10, Windows Phone 8, 8.1 e Windows 10 Mobile.

### Suporte para Android
Em maio de 2012, a equipe do VLC declarou que uma versão do VLC para Android estava sendo desenvolvida. A versão estável da versão 1.0 foi disponibilizada no Google Play em 8 de dezembro de 2014.

## Suporte ao formato

### Formatos de entrada
O VLC pode ler muitos formatos, dependendo do sistema operacional em que está sendo executado, incluindo: 
- Formatos de contêiner: 3GP, ASF, AVI, DVR-MS, FLV, Matroska (MKV), MIDI, formato de arquivo QuickTime, MP4, Ogg, OGM, WAV, MPEG-2 ( ES, PS, TS, PVA, MP3 ), AIFF, áudio bruto, DV bruto, MXF, VOB, RM, Blu-ray, DVD-Vídeo, VCD, SVCD, CD de áudio, DVB, HEIF, AVIF.
- Formatos de codificação de áudio: AAC, AC3, ALAC, AMR, DTS, DV Audio, XM, FLAC, It, MACE, MOD, Monkey's Audio, MP3, Opus, PLS,QCP, QDM2 / QDMC, RealAudio, Speex, Screamtracker 3 / S3M, TTA, Vorbis, WavPack, WMA (WMA 1/2, WMA 3 parcialmente).
- Dispositivos de captura: Video4Linux (no Linux), DirectShow (no Windows), Desktop ( screencast ), TV digital ( DVB-C, DVB-S, DVB-T, DVB-S2, DVB-T2, ATSC, Clear QAM ).
- Protocolos de rede: FTP, HTTP, MMS, RSS / Atom, RTMP, RTP ( unicast ou multicast ), RTSP, UDP, Sat-IP, Smooth Streaming.
- Formatos de streaming de rede: Apple HLS, Flash RTMP, MPEG-DASH, MPEG Transport Stream, RTP / RTSP ISMA / 3GPP PSS, Windows Media MMS.
- Legendas: Advanced SubStation Alpha, Closed Captions, DVB, DVD-Video, MPEG-4 Timed Text, MPL2, OGM, SubStation Alpha, SubRip, SVCD, Teletexto, Arquivo de texto, VobSub, WebVTT, TTML.
- Formatos de codificação de vídeo: Cinepak, Dirac, DV, H.263, H.264 / MPEG-4 AVC, H.265 / MPEG HEVC, AV1, HuffYUV, Indeo 3, MJPEG, MPEG-1, MPEG -2, MPEG-4 Parte 2, RealVideo 3 e 4, Sorenson, Theora, VC-1, VP5, VP6, VP8, VP9, DNxHD, ProRes e alguns WMV.
- Formatos de filmadoras digitais: MOD e TOD via USB.

### Formatos de saída
O VLC pode transcodificar ou transmitir áudio e vídeo em vários formatos, dependendo do sistema operacional, incluindo:
- Formatos de contêiner: ASF, AVI, FLAC, FLV, Fraps, Matroska, MP4, MPJPEG, MPEG-2 ( ES, MP3 ), Ogg, PS, PVA, QuickTime File Format, TS, WAV, WebM.
- Formatos de codificação de áudio: AAC, AC-3, DV Audio, FLAC, MP3, Speex, Vorbis.
- Protocolos de streaming: HTTP, MMS, RTSP, RTP, UDP.
- Formatos de codificação de vídeo: Dirac, DV, H.263, H.264 / MPEG-4 AVC, H.265 / MPEG-H HEVC, MJPEG, MPEG-1, MPEG-2, MPEG-4 Parte 2, Theora, VP5, VP6, VP8, VP9.

## Versões

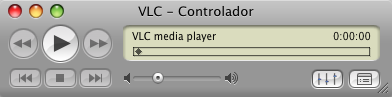
VLC reprodutor de mídia em português no Mac OS X v10.5.

O VLC está disponível para os seguintes sistemas operacionais
:
- Microsoft Windows
- Mac OS X e iOS
- BeOS / Zeta / Haiku
- Android[3]

- Debian GNU/Linux
- Fedora Core
- Mandriva
- Red Hat Linux
- Slackware Linux
- SUSE Linux
- Ubuntu
- WinCE / PocketPC
- Zaurus

### Outros sistemas
Para os seguintes sistemas operacionais, o programa pode ser usado copiando o seu código-fonte e compilando-o:
- NetBSD
- OpenBSD
- FreeBSD
- Solaris
- QNX
- Gentoo Linux

## Ícone

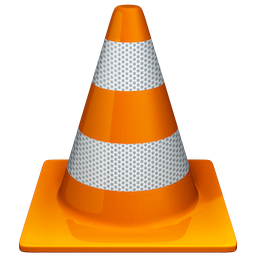

O motivo do ícone ser um cone de tráfego deve-se a uma história no mínimo inusitada: um dia alguns membros da VIA (associação de networking entre clubes de diversas áreas da École Centrale, do qual o projeto VideoLAN fazia parte) apareceram no instituto embriagados trazendo um cone de tráfego consigo. O episódio acabou dando início a uma coleção de cones de sinalização mantidos pela VIA. Posteriormente a equipe do VLC decidiu usar o cone como ícone.

## Vulnerabilidade
A VideoLAN divulgou que versões do software VLC reprodutor de mídia anteriores à 3.0.7 contêm duas vulnerabilidades de segurança de alto risco. Além disso, muitas outras falhas de segurança de gravidade média e baixa foram encontradas, o que poderia levar a diversos ataques de execução de código arbitrários. Por outro lado, a boa notícia é que não houve casos relatados de que a vulnerabilidade tenha sido ativamente explorada.